# Agrostis avenacea
Agrostis avenacea là một loài thực vật có hoa trong họ Hòa thảo. Loài này được J.F.Gmel. mô tả khoa học đầu tiên năm 1791.

## Hình ảnh

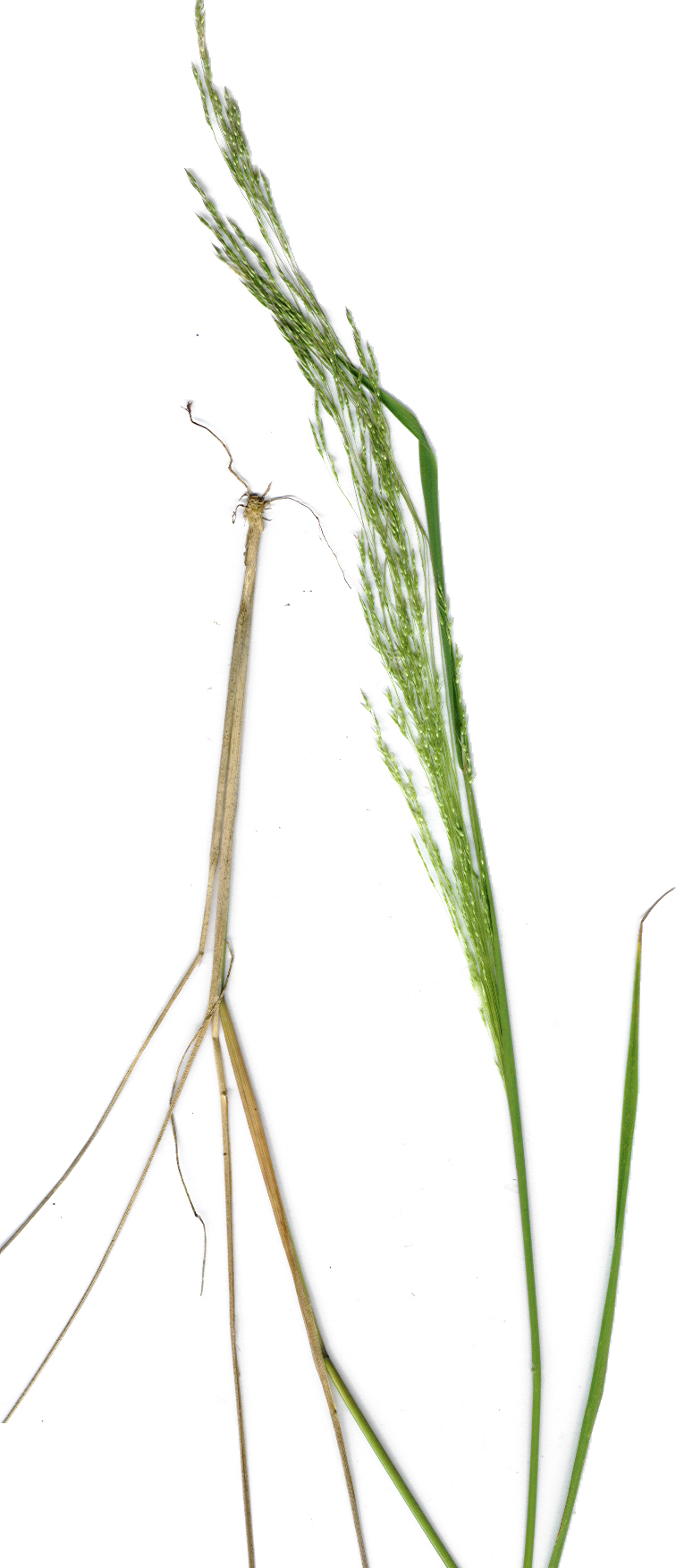
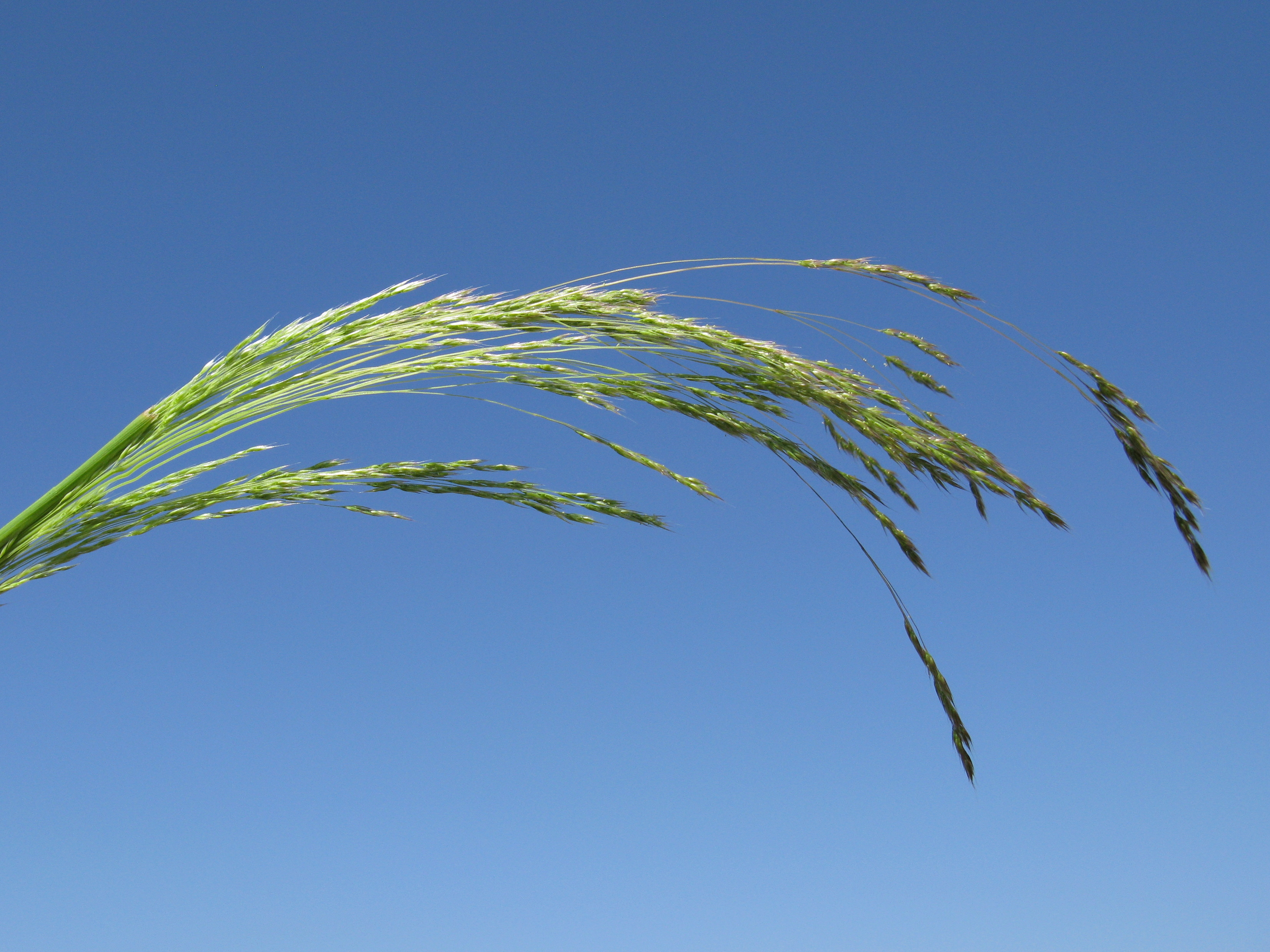
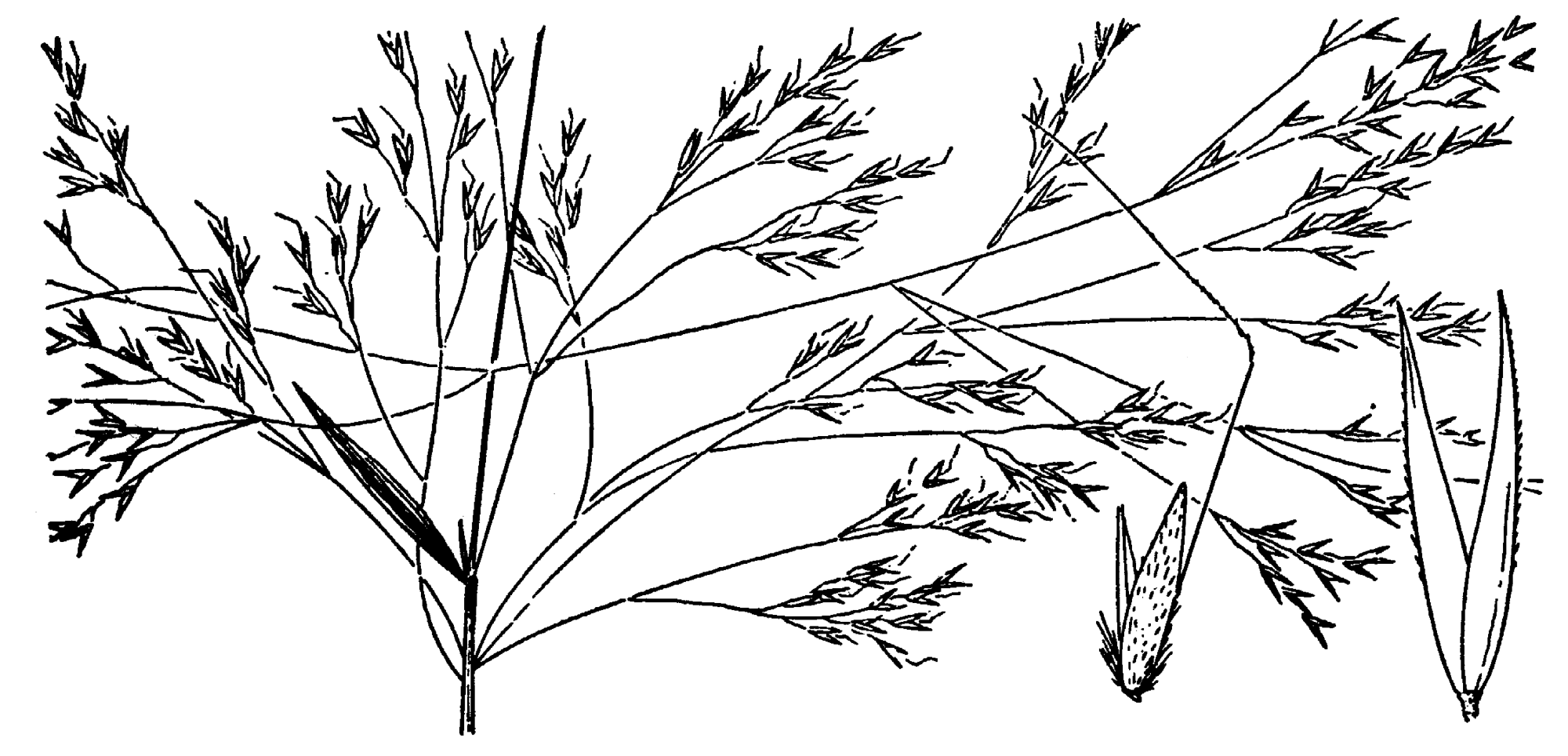